# Хамраєв Рустам Шонійозович
Руста́м Шонійо́зович Хамра́єв (рос. Рустам Шаниязович Хамраев) (29 листопада 1975, Луцьк, УРСР — 17 червня 2014, Металіст, Луганська область, Україна) — український військовий, доброволець — військовослужбовець 24-го штурмового батальйону «Айдар» Збройних Сил України, Герой російсько-української війни. Легендарний воїн. Легендарний захисник України. Символ Українського Добровольця. Символ Захисника України. Перший воїн-доброволець, який загинув в російсько-українській війні. Автор фрази «Стояти на смерть! Україна понад усе!», яка стала сакральною для України, символом боротьби за незалежність України особливо у контексті російсько-української війни. Громадський діяч. Волонтер. Почесний громадянин міста Луцька, Почесний громадянин Волинської області. Герой України і Народний Герой України.

## Життєпис
За національністю узбек, громадянин України. Його батько — узбек, мати — українка. Внук по батьківській лінії ветерана Другої світової війни, учасника битви за Москву (оборонного і наступального етапів битви) та битв за визволення Європи від нацизму, який молодим хлопцем залишився без ноги на війні та з осколками в тілі на все життя кавалера багатьох бойових орденів Хамраєва Турнійоза (Хамраев Турниез).
В 1993—1994 роках служив у Прикордонних військах, в 1995 році — у Сухопутних військах Збройних сил України, військову присягу Україні і українському народові склав 26 грудня 1993 року.

### Революція Гідності. Євромайдан
Один із найактивніших учасників Революції Гідності, захисник Євромайдану. На київському Євромайдані був з самого початку — з кінця листопада 2013 року. Вступив до Самооборони Майдану, боєць 14-ї сотні «Вільні люди», після того як «беркутівці» розбили цю сотню, і в ній майже нікого не залишилось — перейшов у 38-у сотню («Залізна сотня»). В лютому під час вуличних боїв у Києві стояв на барикадах, ризикуючи життям, із-під куль снайперів діставав поранених та вбитих побратимів, врятував двох медсестер, сам був поранений і отруєний газами, зазнав контузії. Незважаючи на поранення, у бою був до кінця, не залишив ні барикади, ні своїх побратимів.
| | \| Якби не його мужність в ранок 20 лютого, кількість загиблих на Майдані була б набагато більшою. Тоді один зі снайперів лежав під КамАЗом біля барикади з бетонних блоків на Інститутській і розстрілював людей. Рустам, не маючи зброї, тоді фактично вступив у двобій з «беркутами» «чорної роти». Надзвичайно смілива була людина! Я б казав безбашенний був! Не один раз дивився смерті в лице! В той ранок чотири рази куля пробивала стару армійську каску на його голові. Те, що тоді залишився живий — просто пощастило йому, кулі застряли між каскою і підшлемником. Рустам дістав тоді із-під обстрілу медичку, врятував її від вірної смерті. Вона поповзла до тіла його друга і під кулями отримала інфаркт. Потім він дістав тіло свого друга, який лежав буквально в метрах 30 від тієї самої «чорної роти». Медсестру Таню теж він дістав майже із-під ніг «беркутівців». \| |
| — Лев, побратим Рустама. | |
| Якби не його мужність в ранок 20 лютого, кількість загиблих на Майдані була б набагато більшою. Тоді один зі снайперів лежав під КамАЗом біля барикади з бетонних блоків на Інститутській і розстрілював людей. Рустам, не маючи зброї, тоді фактично вступив у двобій з «беркутами» «чорної роти». Надзвичайно смілива була людина! Я б казав безбашенний був! Не один раз дивився смерті в лице! В той ранок чотири рази куля пробивала стару армійську каску на його голові. Те, що тоді залишився живий — просто пощастило йому, кулі застряли між каскою і підшлемником. Рустам дістав тоді із-під обстрілу медичку, врятував її від вірної смерті. Вона поповзла до тіла його друга і під кулями отримала інфаркт. Потім він дістав тіло свого друга, який лежав буквально в метрах 30 від тієї самої «чорної роти». Медсестру Таню теж він дістав майже із-під ніг «беркутівців». | |

Першу медичну допомогу отримав в Києві, згодом — у Луцьку. Доля дала йому ще один шанс, але... ненадовго.

### Анексія Криму
Не пролікувавшись до кінця і не пройшовши повної реабілітації, на початку березня 2014 року знову повернувся на Майдан.   В Києві був волонтером в «МедАвтоМайдані Об'єднаному» («МАМО»), допомагав постраждалим на Майдані і сім'ям загиблих, жив в наметовому містечку. Фінансово і матеріально підтримував Євромайдан. Після кривавих подій, у Києві пройшов курси тактичної медицини та курси за програмою Медицина катастроф. Коли розпочалася збройна агресія Росії проти України, Рустам поїхав прямо з Майдану добровольцем на війну на Схід, не повідомивши про це родину. Він не бажав зайвий раз хвилювати ні матір з батьком, ні сина, ні рідну сестру Ріту. Не хотів завдавати душевного страждання людям, яких любив понад усе. Ім'я луцького захисника Рустама Хамраєва без сумніву увійшло в історію України.
| | \| Рустам був нашим ідейним натхненником, до нього тягнулися хлопці. В травні 2014 року я і частина майданівців жили в Будинку профспілок, а Рустам залишався ще в наметі на Майдані, він там жив до останнього дня перебування на Майдані. Після Президентських виборів 25 травня 2014 року він заходить до нас і каже: «Хлопці! Є пропозиція! Їхати в Луганськ. Тепер наші барикади — там, там — наш Майдан. Я їду. Хто зі мною?». Так він заагітував більше ніж 20 чоловік. І 28 травня ми усі рушили на Схід. Він був сильним патріотом України, фанатом (у хорошому значенні цього слова) України, дуже доброю людиною і сміливим, хоробрим воїном. \| |
| — Олексій, побратим Рустама | |
| Рустам був нашим ідейним натхненником, до нього тягнулися хлопці. В травні 2014 року я і частина майданівців жили в Будинку профспілок, а Рустам залишався ще в наметі на Майдані, він там жив до останнього дня перебування на Майдані. Після Президентських виборів 25 травня 2014 року він заходить до нас і каже: «Хлопці! Є пропозиція! Їхати в Луганськ. Тепер наші барикади — там, там — наш Майдан. Я їду. Хто зі мною?». Так він заагітував більше ніж 20 чоловік. І 28 травня ми усі рушили на Схід. Він був сильним патріотом України, фанатом (у хорошому значенні цього слова) України, дуже доброю людиною і сміливим, хоробрим воїном. | |

| | \| Через декілька днів після останнього від'їзду Рустама на Майдан я зайшов в його кімнату і відкривши шкафчик, побачив, що Рустам на видному місці, прямо, залишив свою армійську фотографію, зроблену під час прийняття ним військової присяги, і підписав: «Я давав клятву на вірність Україні 26.12.1993 р.». Раніше цієї фотографії там не було, вона була в альбомі. І тоді моє серце відчуло щось недобре, на душі стало якось тривожно. \| |
| — Хамраєв Шонійоз Турнійозович, тато | |
| Через декілька днів після останнього від'їзду Рустама на Майдан я зайшов в його кімнату і відкривши шкафчик, побачив, що Рустам на видному місці, прямо, залишив свою армійську фотографію, зроблену під час прийняття ним військової присяги, і підписав: «Я давав клятву на вірність Україні 26.12.1993 р.». Раніше цієї фотографії там не було, вона була в альбомі. І тоді моє серце відчуло щось недобре, на душі стало якось тривожно. | |

Коли Крим анексували, для нього це було ще одним ударом після загибелі побратимів на Майдані. Тоді й сказав мамі, обійнявши її: «Мамо, ти знаєш мене, якщо треба буде, я голову за Україну покладу. А Крим ми відіб'ємо! Обов'язково відіб'ємо! Нікому не дано право паплюжити, ганьбити й принижувати Україну», — заспокоював нас, коли здали Крим. Вдома ми його не втримали. У березні він знову поїхав у Київ на Майдан. Коли їхав, дійшов до ліфта і … повернувся, нібито щось забув. Вийняв із сумки два магнітики з надписами «Україна понад усе!» і «Слава Україні!» і повісив їх на холодильник. Витягнувся, начебто віддавав честь, постояв пару секунд, сказав: «Тепер — все!» і вийшов. Більше ми його не бачили.
Перед останнім від'їздом на Майдан Рустам залишив одну дорогу йому річ своєму армійському товаришу на збереження і сказав: «Якщо не повернуся, віддаси моєму синові Алішеру у день його народження, коли йому буде 18 років. Передаси йому це і скажеш, що це від мене і привітаєш». Потім подзвонив своєму товаришу зі Сходу, казав: «Андрюша! Знай, ми живими звідсіля не повернемося!». І ще раз нагадав йому про ту річ, що йому залишив для свого синочка.

### Російсько-українська війна (з 2014). Війна на сході України
Військовослужбовець 24-го штурмового батальйону «Айдар» Збройних Сил України. Старший навідник гранатометного відділення штурмової роти. Легендарний воїн. Легендарний захисник України.
Герой російсько-української війни. Символ Українського Добровольця. Символ Захисника України.
Перший воїн-доброволець, який загинув в російсько-українській війні.
Автор фрази «Стояти на смерть! Україна понад усе!», яка стала сакральною для України, символом боротьби за незалежність України особливо у контексті російсько-української війни. Цей вислів став особливо популярним після загибелі Рустама Хамраєва, який вигукнув його перед смертю в бою з російськими окупантами.
Брав участь у боях за міста Щастя — наступальна операція по звільненню Щастя від бойовиків ЛНР, у звільненні Веселої Гори, а також в боях за звільнення селища Металіст.
Рустам Хамраєв героїчно загинув 17 червня 2014 року в бою в селищі Металіст під Луганськом. Ім'я Рустама Хамраєва, Героя Майдану, Героя АТО, назавжди увійшло в історію України. Він — гордість Української Армії.
Рустам Хамраєв і після смерті служить Україні, тільки тепер на інформаційному фронті: д/ф «Воїни миру Рустам Хамраєв», д/ф «Заміновані вірністю» та численні зворушливі до сліз публікації в українських ЗМІ про безмежну вірність і відданість Рустама Хамраєва Україні та українському народу.
Ще у 2014 році український народ назвав Рустама Хамраєва Воїном миру (документальний фільм «Воїни миру Рустам Хамраєв», 2015).
«Душа — для Бога, а тіло моє — для народу України» — це слова Рустама Хамраєва (д/фільми «Воїни миру Рустам Хамраєв» і «Заміновані вірністю»), а його останні слова «Стояти на смерть! Україна понад усе!» зараз актуальні як ніколи і будуть актуальними завжди. Вони у свій час сильно мотивували українських військових та й тепер мотивують їх, стимулюють громадян України ставати на захист своєї країни від російського агресора.

#### Обставини загибелі Міністерство оборони України офіційний веб сайт
17 червня 2014 року передовий загін батальйону, де служив Рустам, отримав наказ висуватися у район селища Металіст і визволити Металіст від окупантів (Металіст — це, фактично, Луганськ, околиця його). Ранком того самого дня потрапила в засідку і була полонена група «айдарівців» і десантників з 80-ї аеромобільної бригади. Тож комбат «Айдару» відібрав і скерував найбільш досвідчених бійців, щоб визволити селище Металіст від окупантів і звільнити наших бійців.
Дорогою бійці потрапили у засідку та вступили у бій проти добре озброєних терористів з важким стрілецьким озброєнням та бронемашинами. Рустам вирішив утримувати займану позицію і прикрити відхід своєї групи вогнем. Рустам залишився прикривати бійців свого підрозділу вогнем, стримував натиск противника, самотужки утримував займану позицію, але сили були занадто нерівні: у терористів були танки, БМП, БТР і важке стрілецьке озброєння, в українських воїнів — автомати і кулемети. Під шквальним вогнем противника, солдат Рустам Хамраєв до останнього прикривав бійців вогнем, надав їм можливість перегрупуватися і забезпечив їх відхід у безпечне місце й вийти з оточення. Забезпечуючи відхід групи, Рустам Хамраєв героїчно загинув. Рустам був розстріляний з крупнокаліберного кулемета з танка — розривні кулі розтрощили бійцю голову, тулуб і ногу — смерть була миттєвою. Він врятував загін ціною свого життя. І смерть свою він зустрів у бою достойно, як Герой, прийнявши основний удар на себе. Він до останнього подиху залишився вірним військовій присязі, даній Україні і українському народові 26 грудня 1993 року (про це він завжди пам'ятав і дуже пишався тим, що давав присягу на вірність Україні).
Останній запис в блокноті Рустама: «Отримав автомат „АКС-74“, 4 магазини. Стояти на смерть! Україна понад усе!!!».
Доля розпорядилась так, що Рустам пішов у свій останній бій під звуки Гімну України. Він був встановлений в його телефоні замість сигналу вхідних дзвінків. Рустам встановив його 22 січня 2014 року, в той день, коли на Майдані снайпери вбили його побратимів. Це була і пам'ять про побратимів, і нагадування, що боротьба триває. І Гімн України лунав йому перед останнім його боєм, під час бою, в останні хвилини життя, пролунав неодноразово і над бездиханним тілом Рустама у полі бою, адже у той час, у день загибелі, 17 червня 2014 року, мама, тато, сестра постійно телефонували Рустаму. Це була остання пісня, остання мелодія, яку Рустам почув перед смертю. Він загинув під звуки Гімну України. Не кожному дана честь загинути за свою Батьківщину під мелодію Гімну своєї держави. Рустам Хамраєв — Людина, яка в найсвятішу мить чула Гімн своєї держави — і не відступила. Тіло Рустама дві доби пролежало на полі бою, тільки через дві доби його забрали українські бійці.
За три дні до своєї загибелі Рустам Хамраєв завантажив останню мелодію — пісню на свій телефон, Духовний Гімн України «Боже, Великий, Єдиний, нам Україну храни!» («Молитва за Україну»).
Останніми словами Рустама до батька по телефону за 2 години до своєї загибелі були: «Мені пора, я вас всіх люблю!».
Про смерть Рустама повідомляло також керівництво України:
| | \| Українські військові атакували російських бойовиків в околицях Луганська. Великі втрати окупантів. Але є втрати і серед наших бійців. Серед інших, в бою за Україну поклали життя четверо бійців легендарного 24-го батальйону територіальної оборони «Айдар», сформованого з бійців Самооборони Майдану. Багато місяців вони захищали Україну на барикадах Майдану, а потім пішли на дальні барикади визволяти українські землі від кремлівських загарбників. Зразок мужності, героїзму і самопосвяти! В цю ніч помолимось за них! Герої не вмирають! \| |
| — Андрій Парубій | |
| Українські військові атакували російських бойовиків в околицях Луганська. Великі втрати окупантів. Але є втрати і серед наших бійців. Серед інших, в бою за Україну поклали життя четверо бійців легендарного 24-го батальйону територіальної оборони «Айдар», сформованого з бійців Самооборони Майдану. Багато місяців вони захищали Україну на барикадах Майдану, а потім пішли на дальні барикади визволяти українські землі від кремлівських загарбників. Зразок мужності, героїзму і самопосвяти! В цю ніч помолимось за них! Герої не вмирають! | |

Пізніше було встановлено, що в бою загинуло не четверо бійців, а троє: солдат Рустам Хамраєв, молодший сержант Андрій Колесник і Сергій Рябуха. Четвертий боєць, Микола Чепіга, потрапив до полону терористів і через 10 днів його зарізав ножем «кадировець».
У Рустама Хамраєва залишились батьки, молодша сестра Ріта та 12-річний син Алішер.
У зв'язку з трагічною загибеллю військовослужбовця Рустама Хамраєва в бою під час антитерористичної операції на сході України (АТО), у Луцьку та області оголосили триденний траур. 18, 19, 20 червня на знак скорботи за загиблим воїном були приспущені Державні Прапори України з чорною стрічкою на адміністративних будинках міських рад в області, облдержадміністрації, обласної ради, комунальних підприємств та закладів, державних підприємств, установ, організацій на території області. Було заборонено проведення розважально-концертних заходів на території області. Заборонено звучання розважальної музики на ринках, у закладах торгівлі та ресторанного господарства, в громадському транспорті.
Церемонія прощання з Рустамом відбулася 20 червня на Меморіальному комплексі «Вічна Слава» та на Театральному майдані Луцька.
Останки Рустама Хамраєва поховані з воїнськими почестями на Алеї почесних поховань Головного кладовища міста Луцька. Через деякий час, вже після похорону Рустама, на місці бою була знайдена його голова і там же захоронена. На даний час ця територія не контролюється Україною.                                                                                                                                             Рустам Хамраєв поклав голову за Україну у прямому сенсі цих слів, у найвищому, найсвятішому значенні цих слів.

## Пам'ять
| | \| Рустам Хамраєв. Я познайомився з ним на Майдані. Узбек, який Україну любив більше, ніж частина українців! За день до його загибелі я знову його зустрів, потис руку, і сказав, що ми обов'язково вип'ємо пива у звільненому Донецьку… На жаль, однієї обіцянки він не дотримався. Ми ніколи не вип'ємо пива з ним у звільненому Донецьку … Однак, на його честь — так! \| |
| — Побратим | |
| Рустам Хамраєв. Я познайомився з ним на Майдані. Узбек, який Україну любив більше, ніж частина українців! За день до його загибелі я знову його зустрів, потис руку, і сказав, що ми обов'язково вип'ємо пива у звільненому Донецьку… На жаль, однієї обіцянки він не дотримався. Ми ніколи не вип'ємо пива з ним у звільненому Донецьку … Однак, на його честь — так! | |

| | \| Любив Україну до самозабуття. Все, що не стосувалося Майдану, України, її єдності і свободи, хлопців, що загинули на Майдані, вважав для себе менш суттєвим, називав лірикою, постійно думав, згадував Майдан і побратимів. Коли намагалися переключити його думки, зацікавити його чимось іншим, не раз казав: «Мамо, тату, все це лірика». Він ніколи не мав закордонного паспорта. Принципово відмовлявся його виробити. Виробляти саме зараз закордонний паспорт, у його розумінні, — це перший крок до зради України. Говорив: «Принаймні це вже перший крок до зради України. Я нікуди не збираюся виїжджати з України, навіть на відпочинок, тому мені достатньо внутрішнього українського паспорта». Ще казав: «Мамо, ти знаєш мене. Якщо потрібно буде, то я і голову покладу за Україну. А Крим ми відіб'ємо! Обов'язково відіб'ємо! Нікому не дано право паплюжити, ганьбити й принижувати Україну» і обіймав мене. Згодом так і трапилося як казав син, у прямому розумінні цього слова. Сина мені привезли без голови і частини тулуба. У бою він був розстріляний з великокаліберного кулемета. За свою любов до України він заплатив високу ціну. Рустам патріотом України був завжди. Якщо хтось при ньому висловлював своє негативне ставлення до України або казав, що нам важко в Україні живеться, він завжди говорив: "Якою б вона не була, але це наша Батьківщина", а з початком Євромайдану це почуття у нього ще більше загострилося. Завжди, коли йому було важко, казав нам: «Дякую Богу, що ви є у мене». В кімнаті Рустама залишили все так, як було при ньому. Щоранку я заходжу в його кімнату і кажу: «Добрий ранок, синок!», а ввечері кажу: «На добраніч, сину!». \| |
| — Антоніна Хамраєва, мама | |
| Любив Україну до самозабуття. Все, що не стосувалося Майдану, України, її єдності і свободи, хлопців, що загинули на Майдані, вважав для себе менш суттєвим, називав лірикою, постійно думав, згадував Майдан і побратимів. Коли намагалися переключити його думки, зацікавити його чимось іншим, не раз казав: «Мамо, тату, все це лірика». Він ніколи не мав закордонного паспорта. Принципово відмовлявся його виробити. Виробляти саме зараз закордонний паспорт, у його розумінні, — це перший крок до зради України. Говорив: «Принаймні це вже перший крок до зради України. Я нікуди не збираюся виїжджати з України, навіть на відпочинок, тому мені достатньо внутрішнього українського паспорта». Ще казав: «Мамо, ти знаєш мене. Якщо потрібно буде, то я і голову покладу за Україну. А Крим ми відіб'ємо! Обов'язково відіб'ємо! Нікому не дано право паплюжити, ганьбити й принижувати Україну» і обіймав мене. Згодом так і трапилося як казав син, у прямому розумінні цього слова. Сина мені привезли без голови і частини тулуба. У бою він був розстріляний з великокаліберного кулемета. За свою любов до України він заплатив високу ціну. Рустам патріотом України був завжди. Якщо хтось при ньому висловлював своє негативне ставлення до України або казав, що нам важко в Україні живеться, він завжди говорив: "Якою б вона не була, але це наша Батьківщина", а з початком Євромайдану це почуття у нього ще більше загострилося. Завжди, коли йому було важко, казав нам: «Дякую Богу, що ви є у мене». В кімнаті Рустама залишили все так, як було при ньому. Щоранку я заходжу в його кімнату і кажу: «Добрий ранок, синок!», а ввечері кажу: «На добраніч, сину!». | |

| | \| Після нетривалого дзвінка сину і після його слів «Тату, мені пора, я вас всіх люблю!» в душу підкралась тривога. Я здивувався тоді його сентиментальності, тому раніше він мені ніколи таких слів не говорив, так говорив лише мамі і сестрі Риті, а в наших розмовах зі мною він завжди був по-чоловічому лаконічним, без сентиментальності. Через деякий час спробував передзвонити знову, дзвінки йшли, але слухавку він не брав. Згодом ми взнали, що в той час вже почався бій і ті слова «Тату, мені пора, я вас всіх люблю!» були останніми словами сина до мене. Це було за пару годин до його загибелі. \| |
| — Шонійоз Хамраєв, тато | |
| Після нетривалого дзвінка сину і після його слів «Тату, мені пора, я вас всіх люблю!» в душу підкралась тривога. Я здивувався тоді його сентиментальності, тому раніше він мені ніколи таких слів не говорив, так говорив лише мамі і сестрі Риті, а в наших розмовах зі мною він завжди був по-чоловічому лаконічним, без сентиментальності. Через деякий час спробував передзвонити знову, дзвінки йшли, але слухавку він не брав. Згодом ми взнали, що в той час вже почався бій і ті слова «Тату, мені пора, я вас всіх люблю!» були останніми словами сина до мене. Це було за пару годин до його загибелі. | |

| | \| Один не разберет, чем пахнут розы. Другой из горьких трав добудет мед. Кому-то мелочь дашь, навек запомнит. Кому-то жизнь отдашь, а он и не поймет. \| |
| — З блокноту Рустама. Передостанній запис | |
| Один не разберет, чем пахнут розы. Другой из горьких трав добудет мед. Кому-то мелочь дашь, навек запомнит. Кому-то жизнь отдашь, а он и не поймет. | |

| | \| Україна – найкраща країна, тому що я в ній народився і живу ... Немає на світі більшого щастя, ніж віддати життя за свій народ, за свою Батьківщину! \| |
| — З блокноту Рустама. | |
| Україна – найкраща країна, тому що я в ній народився і живу ... Немає на світі більшого щастя, ніж віддати життя за свій народ, за свою Батьківщину! | |

|                                     | Отримав автомат "АКС-74", 4 магазини. Стояти на смерть! Україна понад усе!!! |
| — Останній запис в блокноті Рустама |                                                                              |

## Нагороди та вшанування
- Звання Герой України з удостоєнням ордена «Золота Зірка» (14 жовтня 2021, посмертно) — за особисту мужність і героїзм, виявлені у захисті державного суверенітету та територіальної цілісності України[7]
- Звання Народний Герой України з удостоєнням Ордена Народний Герой України (Указ № 34 від 21 серпня 2021, посмертно) — за особисту мужність і героїзм, виявлені у захисті державного суверенітету та територіальної цілісності України, самовіддане служіння Українському народові
- Орден «За мужність» III ст. (8 серпня 2014, посмертно) — за особисту мужність і героїзм, виявлені у захисті державного суверенітету та територіальної цілісності України[8]
- Медаль «За жертовність і любов до України» (7 травня 2015, посмертно). Перший доброволець, який нагороджений найвищою нагородою Православної Церкви України — за виняткову мужність, героїзм і незламність духу, виявлені у захисті державного суверенітету та територіальної цілісності України, жертовне служіння Українському народові
- Медаль «За служіння Ісламу та Україні» (14 жовтня 2019, посмертно) — за самовідданий захист України й українського народу від російської збройної агресії, за захист суверенітету та територіальної цілісності України
- Орден «За вірність присязі» (3 квітня 2015, посмертно) — за героїзм і самопожертву, виявлені у захисті територіальної цілісності України, вірність військовій присязі
- Орден «За мужність і відвагу» (14 жовтня 2016, посмертно) — за особисту мужність і героїзм, виявлені у захисті територіальної цілісності України
- Орден «Зірка Слави та заслуг» — найвища суспільна відзнака (1 лютого 2018, посмертно) — за особисту мужність, героїзм і самопожертву, виявлені у захисті державного суверенітету та територіальної цілісності України, вірність військовій присязі, самовіддане служіння Українському народу[9]
- В 2015 році про життя та героїчну смерть Рустама Хамраєва знято документальний фільм «Воїни миру. Рустам Хамраєв». Топ-фільм про початок російсько-української війни, про перший етап російсько-української війни.
- У серпні 2017 року завершилися зйомки повнометражного документального фільму «Заміновані вірністю» про Рустама і його вівчарку Баді.[10][11]
- 24 серпня 2018 року, в День Незалежності України, на центральних каналах телебачення відбувся перший показ фільму «Заміновані вірністю» («Заминированные верностью») — топ фільм про війну на Донбасі.
- 17 грудня 2015 року у Луцьку на фасаді школи № 9, де навчався Рустам Хамраєв, відкрито меморіальну дошку на його честь.[12]
- 17 червня 2016 року у Луцьку по вулиці Кравчука на фасаді будинку, де проживав Рустам Хамраєв, відкрито меморіальну дошку на його честь.[13]
- 25 липня 2018 року рішенням Луцької міської ради № 44/1 за вірність військовій присязі, особисту мужність, самовідданість та героїзм, виявлені під час виконання бойових завдань в зоні проведення Антитерористичної операції на Сході України, а також вагомий особистий внесок у забезпечення суверенітету і територіальної цілісності України Хамраєву Рустаму Шонійозовичу присвоєно посмертно звання «Почесний громадянин міста Луцька».
- Рішенням Волинської обласної ради від 10 вересня 2020 року № 31/3 за особисту мужність і героїзм, виявлені у захисті державного суверенітету та територіальної цілісності України, самовіддане служіння Українському народові Хамраєву Рустаму Шонійозовичу присвоєно звання «Почесний громадянин Волині» (посмертно).
- 10 жовтня 2019 року, напередодні Дня захисника України, вийшов у прокат фільм «Заміновані вірністю» («Заминированные верностью») про Героя Рустама Хамраєва та його бойову вівчарку Баді. Це зворушлива до сліз історія про відданість Рустама Україні.
- З 10 по 16 жовтня 2019 року фільм демонструвався в кінотеатрах «Планета Кіно» у п'яти українських містах: Києві, Харкові, Одесі, Сумах, Львові.
- 14 жовтня 2019 року, в День захисника України, протягом дня фільм «Заміновані вірністю» було продемонсровано на центральних і регіональних телеканалах України. Дата першого показу: 24 серпня 2018 року, в День Незалежності України.
- Топ-фільм про російсько-українську війну. Один із кращих фільмів про російсько-українську війну, про її початок, про перший етап російсько-української війни.
- До 30-річчя Незалежності України відомий український художник Артур Орльонов (Орленов) закінчив монументальну картину «Становлення Нації», присвячену загиблим Героям за свободу України. На ній зображено 30 Героїв. До числа 30 Героїв увійшов і Рустам Хамраєв.
- «Становлення Нації» — картина, спеціально написана митцем Артуром Орльоновим до 30-річчя відновлення Незалежності України. 21-го серпня 2021 року Вселенського Патріарха в Києві зустріли картиною, на якій зображений загиблий доброволець з Луцька Рустам Хамраєв.
- 21-го серпня до України прибув Вселенський Патріарх Варфоломій з нагоди Дня відновлення Незалежності України. Урочиста зустріч Патріарха з українцями відбулась у Михайлівському Золотоверхому Соборі. Саме там була експонована картина «Становлення Нації», на якій зображений загиблий Герой з Волині Рустам Хамраєв.
- Картина «Ми є народ. Становлення Нації» створена в рамках діяльності громадського об'єднання Славетна Україна й присвячується моменту народження Української Нації, періоду військових дій на Донбасі. Так створюється новітня історія незалежної, суверенної Української держави.
- Портрет Рустама Хамраєва розміщений на Меморіалі «Стіна пам'яті полеглих за Україну» у Києві: секція 1, ряд 4, місці 25.
- Портрет Рустама Хамраєва розміщений на стенді «Герої України» на території Міністерства оборони України у Києві.
- У Києві на території Командування Сухопутних військ Збройних Сил України встановлений стенд з портретами Героїв України, там розміщений й портрет Рустама Хамраєва.
- Вшановується щорічно 17 червня в Меморіальному комплексі «Зала пам'яті захисників України» і в ранковому Церемоніалі Дзвіном Пам'яті на території Міністерства оборони України
- Науково-дослідним центром гуманітарних проблем Збройних Сил України підготовано «Український військово-історичний календар. 2025», в якому розміщено коротку біографію Героя України ХАМРАЄВА Рустама Шонійозовича (стор. 122-123).
- Центром досліджень воєнної історії Збройних Сил України підготовано та розміщено на офіційному сайті Центру у розділі «Герої війни» розширену біографію Героя України ХАМРАЄВА Рустама Шонійозовича за посиланням: https://milhistory.zsu.gov.ua/heroii-viynu/232.

### Статті
- Героям досі сниться війна … , volyntimes.com.ua
- Майдан від першої особи. Випуск 3 «Регіональний вимір» (Рустам Хамраєв)
- Рустам Хамраєв: «Головне, щоб у вас все було добре», Віче-інформ
- «Стояти на смерть! Україна понад усе!!!» Міністерство оборони України офіційний веб сайт
- Шість останніх слів Рустама Хамраєва, volynpost.com
- У свій останній бій Рустам Хамраєв пішов під звуки Гімну України, volynpost.com
- «Мені пора, я вас всіх люблю», — остання розмова Рустама Хамраєва з батьком, mediaavers.com
- «Щоб всі спали спокійно, комусь треба спати не вдома», — Рустам Хамраєв, volynnews.com
- «Мені пора, я Вас всіх люблю»,-остання розмова волинського майданівця з батьком ВІДЕО
- Лучанин втратив друга на Майдані, а сам загинув на Сході, Слово Волині, 20.06.2014
- Після двох довгих років Рустам Хамраєв повернувся додому. Назавжди., volynnews.com
- Рустам Хамраєв повернувся до рідної школи. В граніті., volynnews.com
- «Україна понад усе»: спогад про лучанина, який дотримав слова
- Спогади про героя-лучанина, який помирав із Україною на серці, volynnews.com
- Луцьк прощається із своїм героєм Рустамом Хамраєвим, 0332.ua
- Солдат Хамраєв Рустам… — Книга пам'яті полеглих за Україну
- У Луцьку попрощалися із «місячним воїном» (фото)[недоступне посилання з вересня 2019], 20.06.2014, Волинська правда
- Волинь попрощалася з героєм, 23 червня 2014, Прес-служба Волинської облдержадміністрації
- «Рустам загинув на моїх очах» — командир волинського взводу батальйону «Айдар», volynpost.com
- Годовщина Майдана: как революция изменила судьбы активистов, 112.ua
- «Не віриться, що Рустам більше ніколи не прийде додому», — мати загиблого Героя, p-p.com.ua
- Він сказав: «Тату, мені пора, я усіх вас люблю!…» | Міністерство оборони України
- З вогню та в полум'я: хто з відомих діячів Майдану відправився на фронт, segodnya.ua
- Герої не вмирають![недоступне посилання з листопадаа 2019] — Волинська Правда, 24.03.2017
- В луцькій школі, де навчався Рустам Хамраєв, відкрили пам'ятну дошку, volynpost.com
- Луцьк: відкриють меморіальну дошку айдарівцю Рустаму Хамраєву, ar.volyn.ua
- Син двох народів | Волинська газета
- Він міг бути у Небесній сотні, але вижив, щоб стати до лав Небесного батальйону., Вісник+К, 16.02.2017
- Герой АТО Рустам Хамраєв: узбек з українською душею | ВолиньPost
- «Він загинув за нас, щоб ми не бачили війни»: історія узбека з українською душею, Героя АТО Рустама Хамраєва. — Антикор
- «Зразок мужності і патріотизму. Він загинув за нас, щоб ми не бачили війни»: історія узбека з українською душею, Героя АТО Рустама Хамраєва, patrioty.org.ua
- Ще одному Герою України в Луцьку відкрили пам'ятну дошку. Фото, volynpost.com
- Луцьк: відкрили меморіальну дошку айдарівцю Рустаму Хамраєву, ar.volyn.ua
- У Луцьку встановили меморіальну дошку Герою України Рустаму Хамраєву
- У Луцьку відкриють меморіальну дошку Герою, vsn.com.ua
- У Луцьку встановили меморіальну дошку Герою України Рустаму Хамраєву
- Спомин про Героя, ivaadm.gov.ua
- У Луцьку відкриють меморіальну дошку Герою АТО — Рустаму Хамраєву, hroniky.com
- «Пам'ятай про мене, синок …» Віче-інформ, 15-21 січня 2015 року
- Відбувся вечір пам'яті загиблого бійця батальйону територіальної оборони «Айдар» Рустама Хамраєва, lutskrada.gov.ua
- Лучанину-Герою відкрили меморіальну дошку vip.volyn.ua 17.06.2016
- Відкрили меморіальну дошку у Луцьку (Фото) — 0332.ua
- У Луцьку відбувся вечір пам'яті Рустама Хамраєва, vip.volyn.ua 06.01.2015
- «Зніму в той день, коли закінчиться війна»: лучани про вказівку мера зняти прапори, volynnews.com, 12 Серпня 2015
- «Зірка Рустама», ВТО Орден, 29 серпня 2018
- ..Гімн України лунав йому з його телефону перед останнім боєм https://www.pinterest.com/pin/471963235945814811/ [недоступне посилання з липня 2019]
- У Луцьку відбувся вечір пам'яті загиблого бійця «Айдару» // «ВолиньPost»
- У Луцьку відкрили меморіальну дошку загиблому воїну-добровольцю з «Айдара», visnyk.lutsk.ua
- «Не зорі падають з неба-зірки йдуть на небеса». Пам'яті Рустама Хамраєва, volynnews.com
- Бережи кордон… із неба — «Волинь»
- Був айдарівцем, став… Героєм, volga.lutsk.ua
- Культура і випадок // Загальнодержавна українська газета «Культура і життя» № 3-4, 27 січня 2017, стор.6
- Мав рацію В'ячеслав Липинський
- «Заміновані вірністю», Волинська газета [Архівовано 2019-10-30 у Wayback Machine.]
- «Заміновані вірністю»: як вінницька вівчарка Баді стала героїнею фільму про АТО, vezha.vn.ua
- Про волинського Героя і його побратима — собаку — сапера знімають фільм // «Волинь нова», 11.12.2016
- Дві доби над понівеченим тілом волинянина грав Гімн України, «Твій вибір», 24.11.2016
- Ukrainada halok bo'lgan o'zbek jangchi yuksak unvon bilan taqdirlandi // «Amerika Ovozi» «Голос Америки»
- Узбек із великим українським серцем — Україна молода, 22.03.2017
- Життя, мов спалах, «Волинська газета», 27.04.2017
- У Холодному Яру нагородили нових Народних Героїв України
- Боєць-герой з Луцька та офіцер 51 ОМБР потрапили на картину «Становлення нації»
- Вселенського патріарха в Києві зустріли картиною, на якій зображені загиблі офіцер 51 ОМБР Володимира та доброволець з Луцька
- Увічнити сучасних Героїв України: відомий київський художник презентував нову роботу
- У Соборі в Києві виставлена картина, на якій зображені загиблі Герої з Волині
- До Дня Незалежності на одном полотні зобразили 30 полеглих на війні героїв
- «Становлення нації»: художник зобразив на картині українських героїв, серед яких є вінничани
- Художник Артур Орльонов написав картину «Становлення Нації»
- Луцьк: Загинув під звуки патріотичного рінгтону Голос України Газета Верховної Ради України, 2 листопада 2021
- У свій останній бій лучанин пішов під звуки Гімну України
- Звання Героя України посмертно отримали «айдарівець» Рустам Хамраєв і миротворець у Боснії Микола Верхогляд
- День захисників та захисниць: Зеленський присвоїв двом військовим звання Героя України
- Загинув під звуки патріотичного рінгтону Голос України 3 листопада 2021
- Лучанину присвоїли звання «Герой України» посмертно
- Добровольцю з Луцька присвоїли посмертно звання Герой України: історія героїчного бійця
- Президент вручив орден «Золота Зірка» родинам загиблих військових, яким посмертно присвоєно звання Героя України
- За кілька годин до нагороди загиблий син прийшов до тата уві сні
- Погиб под звуки патриотического рингтона
- Лучанин Рустам Хамраєв — Герой України! «Волинська газета», № 42 (1354) 21 жовтня 2021 року
- Майданівську каску на голові Рустама куля прошивала чотири рази! Газета «Твій вибір», № 46 (794), 18-24 листопада 2021 року
- Рустам Хамраєв став першим воїном-добровольцем, який загинув у війні з Росією (Фото)
- Перший доброволець, що загинув у війні: спогади про Героя України з Луцька Рустама Хамраєва — VSN
- Перший доброволець, який загинув у російсько-українській війні: спогади про захисника з Луцька Рустама Хамраєва
- Меморіал Героїв — Рустам Хамраєв
- Хамраєв Рустам Шонійозович — Небесний легіон
- Я пам'ятаю Хамраєв Рустам Шонійозович
- Хамраєв Рустам Шонійозович — Енциклопедія сучасної України
- Хамраєв, Рустам Шонійозович — Велика українська енциклопедія
- Науково-дослідним центром гуманітарних проблем Збройних Сил України підготовано «Український військово-історичний календар. 2025», в якому розміщено коротку біографію Героя України Хамраєва Рустама Шонійозовича (стор.  122-123).
- Центром досліджень воєнної історії Збройних Сил України підготовано та розміщено на офіційному сайті Центру у розділі «Герої війни» розширену біографію Героя України Хамраєва Рустама Шонійозовича

### Відео
- Воїни миру. Рустам Хамраєв — You Tube
- Документальний фільм «Заміновані вірністю»
- Герої не вмирають. Рустам Хамраєв — You Tube
- Меморіальна дошка Рустаму Хамраєву — You Tube
- «Рустам повернувся у свою школу. В граніті», — мама загиблого бійця
- Меморіальні дошки героям АТО — You Tube
- «Рустам повернувся додому», — мама загиблого бійця — You Tube
- Рустам Хамраєв загинув в зоні АТО 17.06.2014. — You Tube
- Посвящается брату Рустаму Хамраеву, Герою Украины(рос.) — You Tube
- Присвячено Хамраєву Рустаму, справжньому патріоту, який загинув за єдність України!
- Рустам Хамраєв загинув під Луганськом 17.06.2014 — You Tube
- Пам'яті загиблого під Луганськом Рустама Хамраєва — You Tube
- Пам'яті загиблих в АТО — You Tube
- «Зажурливі клени»: у Луцьку з'явився Сквер Героїв Небесного легіону — 5 канал
- У Луцьку створюють Сквер пам'яті "Героїв Небесного Легіону
- Ранковий церемоніал вшанування загиблих українських героїв 17 червня https://www.youtube.com/watch?v=_WC7t8_f_l
- Ранковий церемоніал вшанування загиблих українських героїв 17 червняhttps://www.youtube.com/watch?v=mryTChcuCYU